# Barry Primus
Barry Primus né le 16 février 1938 à New York est un acteur, scénariste et réalisateur de cinéma et de télévision américain.

## Filmographie partielle

### Cinéma
- 1968 : The Brotherhood (Les Frères siciliens)
- 1970 : Portrait d'une enfant déchue (Puzzle of a Downfall Child)
- 1971 : Le Baron Rouge (Von Richthofen and Brown) de Roger Corman
- 1972 : Bertha Boxcar (Boxcar Bertha)
- 1977 : New York, New York de Martin Scorsese
- 1978 : Avalanche de Corey Allen
- 1979 : Heartland
- 1979 : The Rose de Mark Rydell
- 1980 : Jeux érotiques de nuit (Night Games) de Roger Vadim
- 1981 :  Absence de malice (Absence of Malice) de Sydney Pollack : Bob Waddell
- 1984 : La Rivière (The River) de Mark Rydell
- 1986 : Le Clochard de Beverly Hills (Down and Out in Beverly Hills) de Paul Mazursky
- 1991 : La Liste noire (Guilty by Suspicion)
- 1991 : Hollywood Mistress
- 2008 : New York, police judiciaire (Righteous Kill) de Jon Avnet

### Télévision
- 1977 : Intrigues à la Maison Blanche (Washington: Behind Closed Doors)
- 1982 : Cagney et Lacey (Cagney and Lacey)
- 1986 : Arabesque
- 1989 : 21 Jump Street (1 épisode)
- 1990 : Rick Hunter (Hunter) (1 épisode)
- 1993 : X-Files : Aux frontières du réel (épisode L'Ombre de la mort)
- 1996 : Le Crime du siècle (Crime of the Century) (téléfilm) de Mark Rydell
- 1998 : The Practice : Bobby Donnell et Associés (The Practice) (1 épisode)
- 2002 : Arliss (1 épisode)